# Corycaeus aucklandicus
Corycaeus aucklandicus is een eenoogkreeftjessoort uit de familie van de Corycaeidae. De wetenschappelijke naam van de soort is voor het eerst geldig gepubliceerd in 1895 door Krämer.